# Версальский собор
Собор Святого Людовика — главный католический храм французского города Версаль. Спроектирован в стиле классицизма архитектором Жаком Ардуэн-Мансаром Младшим (внуком Жюля Мансара, который строил Версальский дворец).

## История
Строительство храма было начато в 1742 году. Возведение здания шло медленно и было закончено только через 12 лет. Инаугурация церкви состоялась 24 августа 1754 года.
Год спустя король, Людовик XV, даровал церкви 6 колоколов, которым дали имена королевы — Мария, дофины — Жозефина и четырёх дочерей Людовика XV: Аделаида, Виктория, София и Луиза.

## Внутреннее убранство

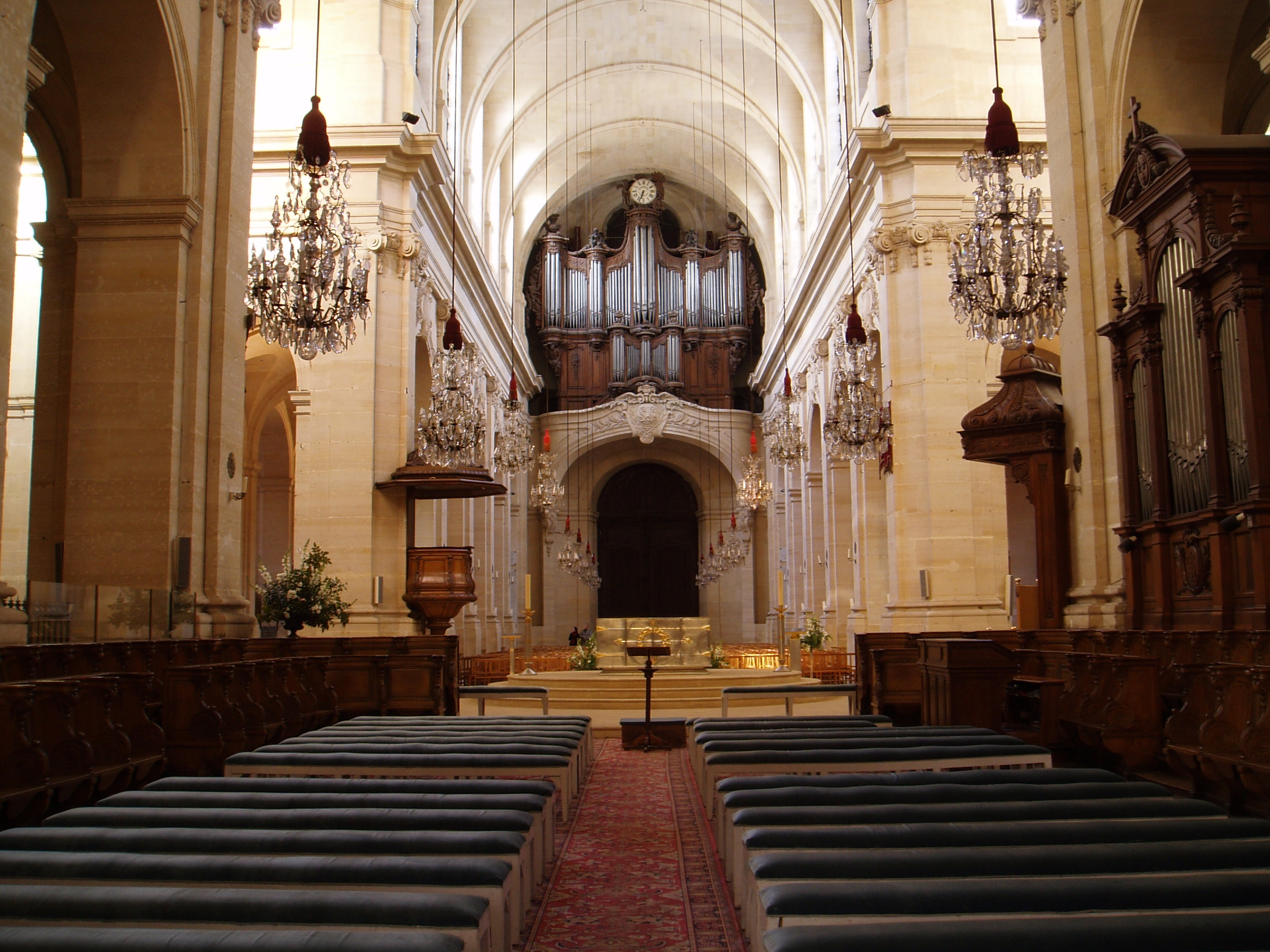
Неф и большой орган собора.

Большой орган Версальского собора был изготовлен Франсуа-Анри Клико по заказу Людвика XV. Он был освящен  накануне празднования Собора всех святых в 1761 году.
Расположенный на высоте 15 метров от пола, большой орган весит 53 тонны. Его размеры: высота 12,14м, длина 10,91м. 3131 трубы органа распределены на 46 регистров 3 клавиатур и педалей.

## Епархия
В 1790 Версаль стал центром диоцеза. Первый епископ Авуан выбрал Церковь Богородицы в качестве собора.
Но затем, следующий епископ Клемент сменил решение, и церковь Святого Людовика стала кафедральным собором Версальской епархии.
С 30 октября 1906 года Версальский собор внесён в перечень памятников истории .